# Zosterop capnegre
El zosterop capnegre (Zosterops fuscicapilla) és un ocell de la família dels zosteròpids (Zosteropidae).

## Hàbitat i distribució
Habita boscos, vegetació secundària i matolls de les muntanyes de l'oest i centre de Nova Guinea, des de la Península de Doberai, muntanyes Fakfak i Kumawa, cap a l'est fins les muntanyes Orange i Hindenburg.